# Tōdō Takatora
Tōdō Takatora (藤堂 高虎?; 1556 – 1630) è stato un daimyō giapponese del clan Tōdō durante il periodo Azuchi-Momoyama del sedicesimo secolo,.
Takatora fu figlio di Tōdō Torataka. Era un samurai della provincia di Ōmi e servì inizialmente il clan Azai. Combatté contro gli Oda durante la battaglia di Anegawa sotto Isono Kazumasa. Dopo la caduta degli Azai Takatora entrò al servizio di Oda Nobunaga.
Salì dal grado di soldato appiedato, ashigaru, fino a diventare daimyō. Durante la sua vita cambiò il suo signore feudale sette volte e lavorò sotto dieci persone, infine però, si dimostrò leale verso Tokugawa Ieyasu, suo ultimo signore. Fu rapidamente promosso sotto Hashiba Hidenaga, il fratello più giovane di Toyotomi Hideyoshi, e partecipò all'Invasione giapponese della Corea come comandante della flotta di Toyotomi tra il 1592 ed il 1598. Il suo feudo era a quel tempo Iyo-Uwajima. Durante il periodo Edo, il benessere di ogni feudo era misurato come volume della produzione di riso in koku. Al feudo di Iyo-Uwajima furono assegnati 70.000 koku.
Nella battaglia di Sekigahara del 1600, nonostante fosse uno dei generali principali di Toyotomi, si schierò con Tokugawa Ieyasu comandando 2.500 uomini nell'avanguardia della coalizione orientale. Dopo la guerra gli fu dato un feudo ancora più grande, quello di Iyo-Imabari, stimato intorno ai 200.000 koku. Più tardi fu fatto signore di Iga ed Ise, un dominio di 320.000 koku.
Dopo la morte di Akai Naomasa, molti suoi servitori entrarono al servizio di Takatora.
Partecipò alla campagna estiva di Osaka, sconfiggendo Chōsokabe Morichika nella battaglia di Yao ma subì la perdita di due figli nel corso dei combattimenti. Takatora era molto apprezzato da Tokugawa Ieyasu e fu uno dei consiglieri più vicini a lui nei suoi ultimi anni. Fu al suo fianco negli ultimi giorni di malattia.
Takatora è inoltre famoso per essere un eccellente disegnatore di castelli. Si dice che fu consultato nella costruzione di più di venti castelli.